# Tod auf dem Nil (2022)
Tod auf dem Nil (Originaltitel: Death on the Nile) ist ein US-amerikanischer Kriminalfilm, der am 10. Februar 2022 in die deutschen und am darauffolgenden Tag in die US-amerikanischen Kinos kam. Es handelt sich um die dritte Verfilmung des gleichnamigen Kriminalromans und nach Mord im Orient Express aus dem Jahr 2017 um die zweite Agatha-Christie-Verfilmung von Regisseur Kenneth Branagh, der gleichzeitig auch die Hauptrolle des Hercule Poirot übernahm.

## Handlung
Im Jahr 1914 dient der junge Hercule Poirot blond und glattrasiert als Obergefreiter in der belgischen Armee, die im Grabenkampf des Ersten Weltkriegs den Deutschen gegenübersteht. Sein Hauptmann erhält den Befehl, mit der Kompanie über offenes Gelände vorzurücken und eine strategisch wichtige Brücke zu erobern, wobei der Verlust der gesamten Einheit in Kauf genommen wird. Unter Nutzung seiner bereits damals ausgeprägten Beobachtungsgabe analysiert Poirot den zu erwartenden Wind- und Wetterverlauf und rät der Kompanieführung zu einer unorthodoxen Angriffstaktik. Nach anfänglichen Zweifeln wird sein Vorschlag umgesetzt und führt zum Erfolg. Der Einsatz gelingt ohne größere Verluste, einzig der Hauptmann kommt durch eine Sprengfalle ums Leben. Poirot wird bei der Explosion verletzt und im Gesicht entstellt, auch macht er sich Vorwürfe wegen des Todes seines Vorgesetzten. Während des darauffolgenden Lazarettaufenthalts rät ihm seine Freundin Katherine, fortan einen Bart zu tragen, um die Narben zu überdecken.
23 Jahre später besucht Poirot eine Jazzbar in London, wo auch Simon Doyle, dessen Verlobte Jacqueline de Bellefort und deren Kindheitsfreundin Linnet Ridgeway zugegen sind. Poirot kann beobachten, wie Jacqueline Linnet ihren mittellosen Verlobten Simon vorstellt und ihre wohlhabende Freundin um einen Job für eben diesen bittet. Beim darauffolgenden Tanz kommen sich Linnet und Simon rasch näher, während Jacqueline sie beobachtet.
Sechs Wochen später trifft Hercule Poirot bei einer Besichtigung der Pyramiden von Gizeh auf seinen alten Weggefährten Bouc. Dieser erzählt dem Detektiv, dass er zur Hochzeit seiner alten Freundin Linnet mit Simon eingeladen sei, und stellt Poirot dem Brautpaar vor. Linnet ist über die Anwesenheit von Poirot dankbar, wurden sie und Simon in den letzten Tagen doch stets von Jacqueline verfolgt. Als Poirot das Gespräch mit der Verlassenen sucht und diese gegenüber dem Detektiv Tötungsabsichten äußert, beschließen Linnet und Simon, ihre Hochzeitsreise auf einem Raddampfer auf dem Nil fortzusetzen. Zur Hochzeitsgesellschaft zählen Bouc, dessen als Malerin tätige Mutter Euphemia, Linnets Patentante Marie Van Schuyler und deren Krankenpflegerin Mrs. Bowers, Linnets Universitätsfreundin Rosalie Otterbourne, deren als Sängerin tätige Tante Salome, Linnets Anwalt Andrew, ihr Ex-Freund Linus Windlesham und ihr Hausmädchen Louise Bourget.
Als das Schiff am Folgetag den Tempel von Abu Simbel erreicht und die Reisenden zur Besichtigung an Land gehen, löst sich auf mysteriöse Weise ein Felsbrocken aus der Tempelanlage und erschlägt fast Linnet und Simon. Zurück auf dem Raddampfer müssen die Eheleute feststellen, dass ein neuer Passagier an Bord ist: Jacqueline. Zwar kann sie als Verursacherin des Felssturzes ausgeschlossen werden, doch Linnet und Simon fühlen sich von ihrer Anwesenheit so bedroht, dass sie am nächsten Morgen vorzeitig abreisen wollen, um ihr Glück zu genießen. Nachdem am Abend sowohl Linnet als auch Poirot zu Bett gegangen sind, kommt es im Aufenthaltsraum vor den Augen von Bouc und Rosalie zum Streit zwischen Simon und Jacqueline. Letztere verdeutlicht, dass sie ohne ihren ehemaligen Verlobten nicht leben könne, schießt diesem ins Bein und versucht im Anschluss, sich selbst umzubringen. Bouc und Rosalie können die Tat verhindern, bringen Jacqueline in die Obhut der als Krankenschwester ausgebildeten Mrs. Bowers und rufen Dr. Windlesham zur Behandlung von Simon.
Am nächsten Morgen findet Louise die Leiche der erschossenen Linnet in deren Kabine. Hercule Poirot nimmt die Ermittlungen auf und kommt schnell auf Jacqueline als Tatverdächtige, mit deren Waffe die Tat offenbar verübt wurde. Mrs. Bowers kann allerdings bezeugen, dass Jacqueline aufgrund des ihr verabreichten Morphins ihre Kabine in der Nacht nicht verlassen haben kann; ebenso kann Dr. Windlesham den durch seine Schussverletzung ans Bett gebundenen Simon als Tatverdächtigen ausschließen. Poirot beginnt daraufhin mit der Befragung der anderen Passagiere bezüglich des vorigen Abends und erkennt schnell, dass so gut wie jeder der Reisenden ein Motiv für die Tat und Zugang zu einer Waffe gehabt hätte. So ist Van Schuyler die testamentarisch bestimmte Alleinerbin und durch ihre Liebesbeziehung zu Bowers erpressbar, der Anwalt Andrew hätte mit der Tat seine Veruntreuung von Linnets Vermögen verschleiern können, Salome hätte den Mord aufgrund zuvor getätigter rassistischer Äußerungen seitens des Opfers begehen können, Louise hegt einen Groll gegen Linnet, weil sie ihre Heirat verhinderte, und Dr. Windlesham konnte das neue Glück seiner ehemaligen Freundin nicht ertragen. Nur kurze Zeit nachdem Poirot alle Verdächtigen verhört hat, wird die Tatwaffe von der Schiffsbesatzung aus dem Nil geborgen. Gleichzeitig wird eine weitere Leiche in den Schaufelrädern des Schiffes entdeckt: Louise wurde die Kehle durchgeschnitten.
Aufgrund der gefundenen Hinweise folgert Poirot, dass Louise den Täter am Vorabend auf frischer Tat ertappt hatte und anschließend erpressen wollte. Außerdem erschließt sich dem Detektiv, dass Bouc Zeuge des Mordes an Louise gewesen sein muss. Im Verhör gesteht Poirots Weggefährte, dass er aus Linnets Kabine eine wertvolle Halskette für seine Freundin Rosalie gestohlen hatte, weshalb er sich durch eine mögliche Aussage nicht selbst in Bedrängnis bringen wollte. Bevor er aber den Namen des mutmaßlichen Täters aussprechen kann, wird er von einer unbekannten Person erschossen. Poirot nimmt die Verfolgung auf, wird jedoch abgehängt. Um weitere Todesfälle zu verhindern, schließen sich die verbliebenen Passagiere in ihren Kabinen ein, während Poirot über die Morde nachdenkt. 
Bei einer Versammlung im Gemeinschaftsraum präsentiert er den Anwesenden dann die Lösung des Falles: Der Mord an Linnet war heimtückisch von langer Hand von Simon und Jacqueline geplant worden. Jacqueline verkuppelte ihren Verlobten mit Linnet, damit dieser im Falle ihres Ablebens ihr Vermögen erben würde. Am Tatabend schoss Jacqueline zunächst mit Platzpatronen auf Simon, damit dieser eine Verletzung vortäuschen konnte. Während Jacqueline zu Mrs. Bowers gebracht wurde, konnte Simon unbemerkt Linnet in ihrer Kabine erschießen und sich im Anschluss selbst eine richtige Schussverletzung zufügen, ehe Dr. Windlesham für seine Behandlung eintraf. Als Jacqueline erkennt, dass sie und Simon von Poirot überführt worden sind und es keinen weiteren Ausweg gibt, erschießt sie ihren Mittäter und sich selbst.
Sechs Monate später besucht der rasierte Poirot Salome Otterbournes Jazzclub während einer Probe.

## Produktion

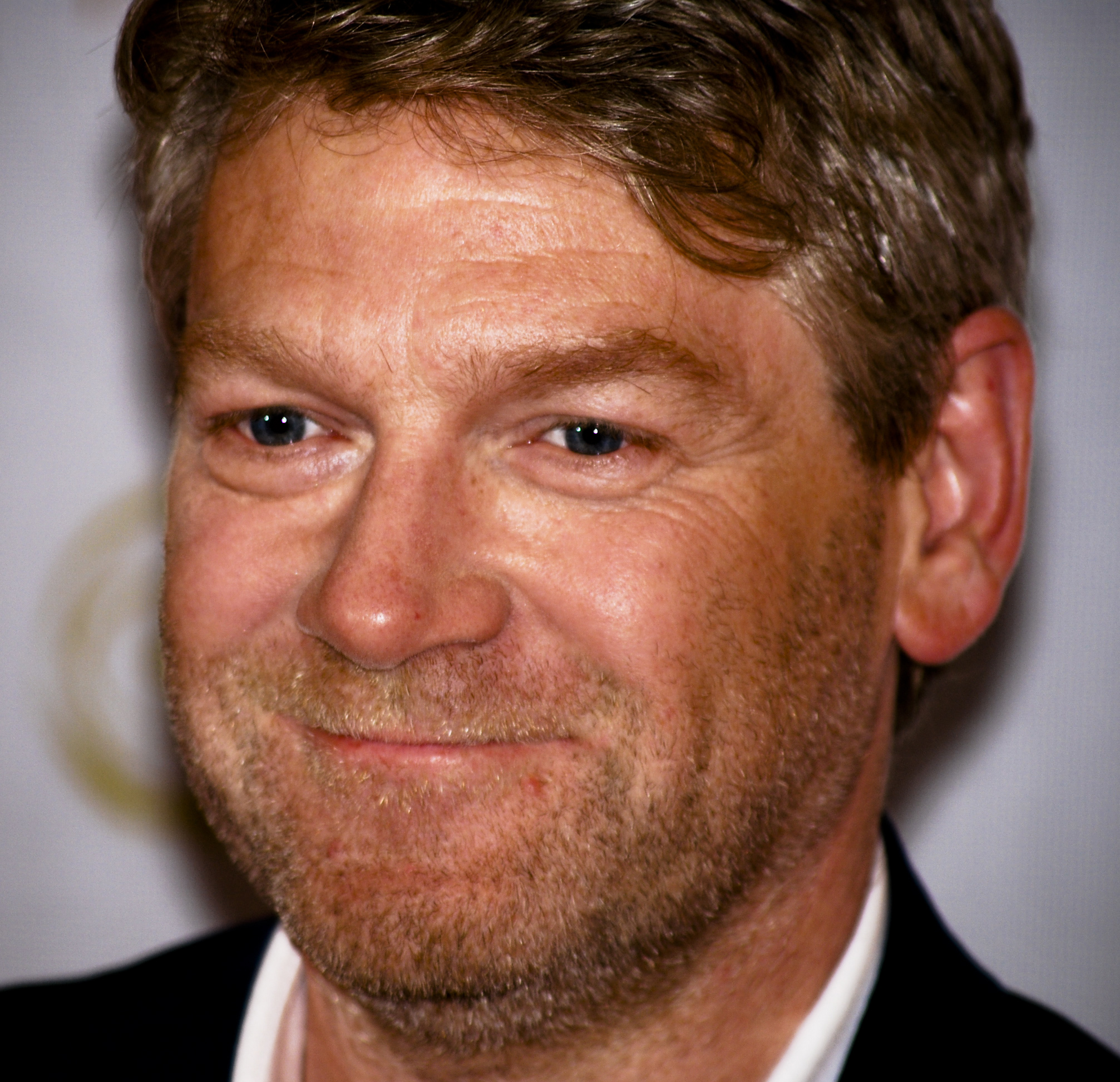
Kenneth Branagh inszenierte sich erneut selbst als Hercule Poirot.

### Stab und Besetzung
Noch vor der Veröffentlichung von Mord im Orient Express äußerte sich Regisseur und Hauptdarsteller Kenneth Branagh, dass er es im Falle des Erfolges des Filmes begrüßen würde, einen weiteren Hercule-Poirot-Film zu drehen. Nicht nur habe er es genossen, in die Natur des Charakters einzutauchen, sondern auch, im Zuge der Produktion mehrere Bücher von Agatha Christie zu lesen und zu verstehen. Nachdem die Kritiken zu Mord im Orient Express schließlich nur gemischt ausfielen, der Film allerdings bei einem Budget von 55 Millionen US-Dollar weltweit über 350 Millionen US-Dollar einspielen konnte, wurde seitens 20th Century Fox im November 2017 der Film Tod auf dem Nil angekündigt, der erneut von Michael Green geschrieben werden sollte. Während Patrick Doyle wie im Vorgängerfilm die Filmmusik komponierte, fungierten Ridley Scott, Mark Gordon, Simon Kinberg, Kevin J. Walsh sowie Judy Hofflund als Produzenten. Branagh äußerte sich bezüglich der Tonalität des Filmes, Tod auf dem Nil werde „sehr düster, sehr sexy“ und beunruhigend. Ebenso werde die Vergangenheit seiner Figur, so etwa der Kampf im Ersten Weltkrieg, thematisiert. Dafür wurden unter anderem alte Aufnahmen aus den Fernsehproduktionen Die Fahrt zum Leuchtturm (1983) und Jack Grant geht seinen Weg (1984), in denen Branagh zu sehen war, digital aufbereitet. Sein im Vorgängerfilm noch kontrovers diskutierter Mustache wurde für die Fortsetzung getrimmt.
Im September 2018 wurde als erstes die Rolle der Linnet Ridgeway Doyle, das spätere Mordopfer, mit Gal Gadot besetzt. Im Anschluss wurden die Verpflichtungen von Armie Hammer, Letitia Wright, Annette Bening, Russell Brand, sowie Ali Fazal und kurz vor Drehstart von Dawn French, Rose Leslie, Emma Mackey, Sophie Okonedo und Jennifer Saunders für weitere Haupt- und Nebenrollen bekannt. Gleichzeitig verließ Jodie Comer das Projekt, nachdem zuvor ihre Beteiligung vermeldet wurde. Neben Branagh selbst ist Tom Bateman der einzige Darsteller, der erneut in seiner Rolle aus Mord im Orient Express zu sehen ist.

### Dreharbeiten

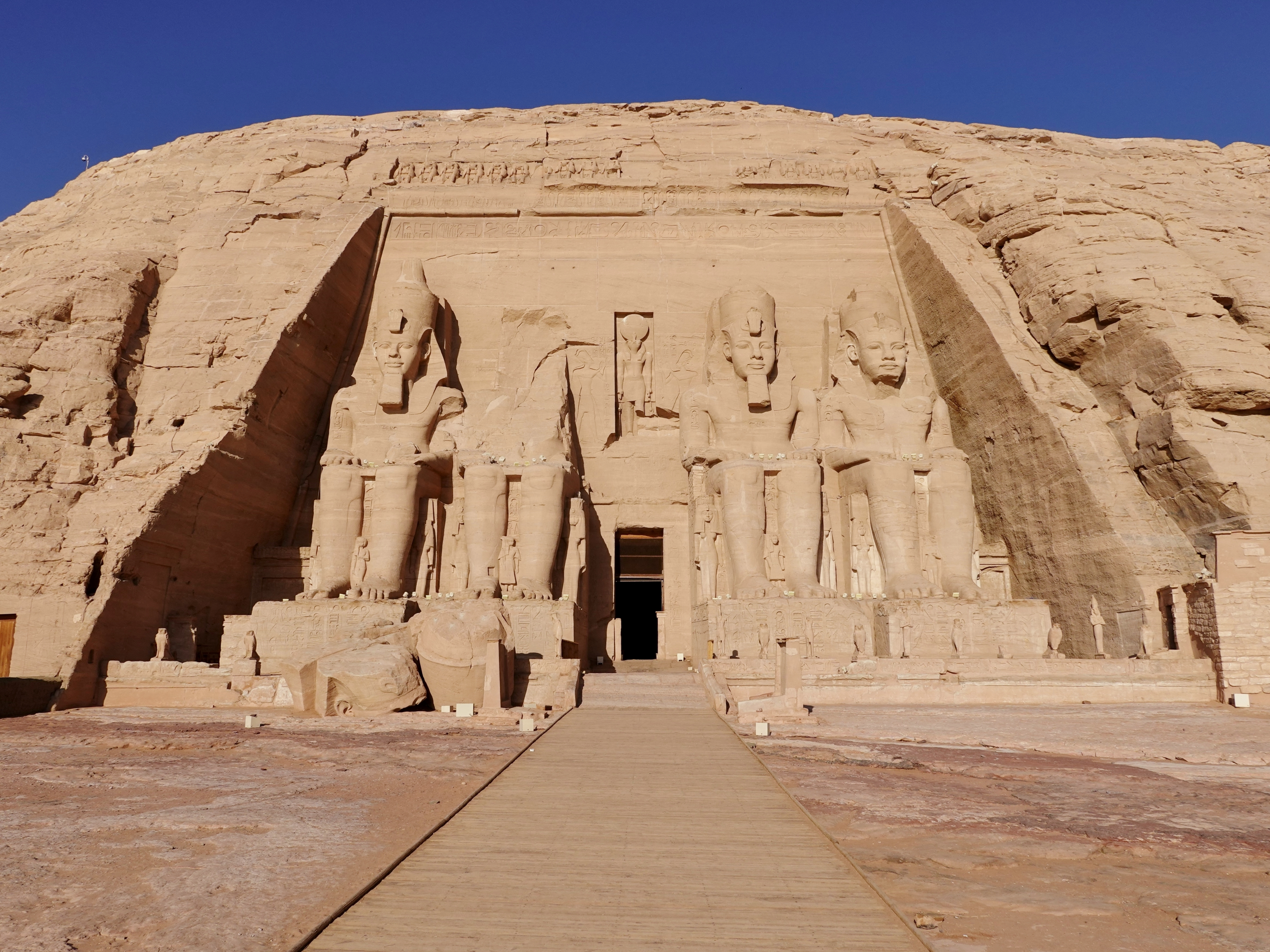
Der Tempel von Abu Simbel wurde für die Dreharbeiten nahe London maßstabsgetreu nachgebaut.

Bereits Anfang 2019 begann Regisseur Kenneth Branagh in Marokko mit der Vorproduktion. Disney wollte allerdings, dass er zunächst eine Überarbeitung an seinem Film Artemis Fowl vornahm, wodurch der Drehstart etwa sechs Monate nach hinten verschoben wurde. Die Dreharbeiten, die in chronologischer Reihenfolge der Handlung erfolgten, begannen schließlich am 1. Oktober 2019 in den Longcross Studios in Surrey, außerhalb von London. Als Kameramann fungierte Haris Zambarloukos, der auf 65-mm-Film drehte, während Jim Clay für das Szenenbild verantwortlich war. In den britischen Filmstudios wurde unter anderem der Tempel von Abu Simbel auf Grundlage von zahlreichen Fotos und Vermessungen, die direkt in Abu Simbel entstanden, maßstabsgetreu nachgebaut. Die Errichtung des rund 20 Meter hohen und 30 Meter breiten Nachbaus aus Polystyrol und Gips dauerte rund 16 Wochen. Ebenso wurden die unteren Ebenen der Pyramiden von Gizeh im Filmstudio nachgebaut, während die Spitzen erst während der Postproduktion digital eingefügt wurden.
Außerdem wurde ein riesiger Wassertank errichtet, in dem ein rund 70 Meter langer und 240 Tonnen schwerer Raddampfer für die Filmaufnahmen liegen, allerdings weder richtig schwimmen noch rangieren konnte. Einzig die Küche und die Kühlräume des Schiffes wurden in separaten Sets errichtet, da sie Handlungsort für viele Szenen waren. Das selbstgebaute Schiff, dessen Errichtung gut 30 Wochen dauerte, wurde auf die Schienen gesetzt, die bereits für den Zug in Mord im Orient Express zum Einsatz kamen, um es zwischen den einzelnen Sets bewegen zu können. Im Cotswold Water Park nahe Cricklade wurde ein ägyptischer Gewürzmarkt errichtet, während in den Longcross Studios wiederum das Old Cataract Hotel aus Assuan basierend auf Fotos nachgebaut wurde. Bei den Dreharbeiten wurde außerdem eine Nachbildung des Tiffany-Diamanten verwendet.
Weitere Aufnahmen sollten ursprünglich in Marokko als Ersatzort für Ägypten erfolgen. Gegen Ägypten als Hauptdrehort sprachen neben der großen Hitze auch Risiken im Zusammenhang mit Folgen des Arabischen Frühlings rund zehn Jahre zuvor. Letztendlich erfolgten auch in Marokko keine Filmaufnahmen; einzig die Second Unit drehte in Ägypten und fing dort unter anderem Bilder der Pyramiden von Gizeh und des Nils ein. Ende Dezember 2019 wurden die Dreharbeiten offiziell abgeschlossen. Unter der Aufsicht von Kostümbildner Paco Delgado entstanden über 100 handgefertigte Kostüme im Stile der späten 1930er Jahre. Für den Gesang von Salome Otterbourne wurden Originalaufnahmen der Sängerin Rosetta Tharpe verwendet.

### Veröffentlichung
Ursprünglich wurde im Februar 2018 der deutsche Kinostart auf den 7. November 2019 und der US-amerikanische Kinostart auf den darauffolgenden Tag datiert. Später wurde der US-Starttermin zunächst auf den 20. Dezember 2019, dann im Zuge der Übernahme von 20th Century Fox durch Disney auf verschiedene Termine im Oktober 2020 und schließlich auf den 18. Dezember 2020 verschoben. Auch dieser Starttermin wurde letztendlich aufgrund der COVID-19-Pandemie abgesagt und zunächst auf den 17. September 2021 verlegt, bevor er schließlich auf den 11. Februar 2022 verschoben wurde. In Deutschland startet der Film bereits am 10. Februar 2022 in den Kinos. Vielfach wurde berichtet, dass die Missbrauchsvorwürfe an Armie Hammer ein entscheidender Faktor für die Verzögerung der Veröffentlichung waren. Eine Neubesetzung von Hammers Hauptrolle stand jedoch nicht zur Debatte, da Nach- und Neudrehs sowohl kostspielig als auch logistisch zu aufwendig geworden wären.
In Kuwait und dem Libanon wurde die Veröffentlichung des Films aufgrund der Beteiligung von Gal Gadot und ihrer Verbindung zu den Israelischen Verteidigungsstreitkräften ausgesetzt. Beide arabischen Länder protestierten damit gegen Aussagen von Gadot, in denen sie Raketenangriffe der Hamas auf Israel verurteilt hat. In China erhielt Tod auf dem Nil hingegen als einer von nur wenigen US-amerikanischen Filmen einen Kinostart am 19. Februar 2022. Seit dem 30. März 2022 ist der Film zudem weltweit auf Disney+ verfügbar. Der digitale Heimkinostart erfolgte bereits einen Tag zuvor; seit dem 5. April 2022 ist Tod auf dem Nil außerdem als DVD und Blu-ray erhältlich.

### Synchronisation
Die deutschsprachige Synchronisation entstand nach einem Dialogbuch und unter der Dialogregie von Axel Malzacher bei FFS Film- & Fernseh-Synchron.
| Rolle                            | Darsteller        | Synchronsprecher      |
| -------------------------------- | ----------------- | --------------------- |
| Hercule Poirot                   | Kenneth Branagh   | Martin Umbach         |
| Linnet Ridgeway-Doyle            | Gal Gadot         | Maja Maneiro          |
| Simon Doyle                      | Armie Hammer      | Sascha Rotermund      |
| Jacqueline „Jackie“ de Bellefort | Emma Mackey       | Alice Bauer           |
| Bouc                             | Tom Bateman       | Ricardo Richter       |
| Euphemia Bouc                    | Annette Bening    | Traudel Haas          |
| Rosalie Otterbourne              | Letitia Wright    | Maximiliane Häcke     |
| Salome Otterbourne               | Sophie Okonedo    | Annabelle Mandeng     |
| Marie Van Schuyler               | Jennifer Saunders | Dagmar Dempe          |
| Mrs. Bowers                      | Dawn French       | Ulrike Möckel         |
| Andrew Katchadourian             | Ali Fazal         | Marius Clarén         |
| Dr. Linus Windlesham             | Russell Brand     | Markus Pfeiffer       |
| Louise Bourget                   | Rose Leslie       | Laura Maire           |
| Monsieur Blondin                 | Rick Warden       | Martin Kautz          |
| Syd                              | Adam Garcia       | Matthias Scherwenikas |
| Captain Mahmoud                  | Naveed Khan       | Tayfun Bademsoy       |

## Rezeption

### Altersfreigabe
In den Vereinigten Staaten erhielt Tod auf dem Nil von der MPA eine PG-13-Freigabe. In Deutschland bekam der Film von der FSK eine Freigabe ab 12 Jahren. In der Freigabebegründung heißt es, der Film sei insgesamt ruhig inszeniert und beziehe seine Spannung überwiegend aus den Dialogen. Vereinzelt gebe es kurze Gewaltmomente sowie Aufnahmen von Toten, die jedoch durchweg zurückhaltend bebildert und schlüssig in die Dramaturgie eingebunden seien. Der historische Spielort und das exotische Setting erleichtern zudem eine emotionale Distanzierung.

### Kritiken
Auf Rotten Tomatoes fielen 62 % der 284 gelisteten Bewertungen positiv aus. Als zusammenfassendes Fazit zieht die Seite, der stets unterhaltsame und nur allzu altmodische Tod auf dem Nil werde vor allem durch seine Starbesetzung und Kenneth Branaghs offensichtliche Zuneigung für das Ausgangsmaterial belebt. Auf Metacritic erhielt der Film basierend auf 51 Kritiken einen Metascore von 52 von 100 möglichen Punkten.

Agatha Christie schrieb die Romanvorlage zum Film.

Nach seiner Veröffentlichung wurde Tod auf dem Nil vielerorts mit der Romanvorlage von Agatha Christie und der gleichnamigen Verfilmung aus dem Jahr 1978 verglichen. Leichte Abwandlungen der Ursprungsgeschichte mit dem Ziel, der Handlung mehr emotionalen Tiefgang zu verleihen und die Erzählung zu optimieren, wurden von Kritikern überwiegend positiv aufgenommen. Während der Roman eher als ruhiges und schnörkelloses Mysterium beschrieben wurde, wird die Filmadaption als sinnlicheres Melodrama charakterisiert. Tod auf dem Nil sei nicht einfach nur das nächste Ereignis in der Vita des ermittelnden Detektivs Hercule Poirot, sondern werde für ihn zu einem persönlichen Fall, da er den Mord hätte verhindern können. Dabei fokussiere sich der Film primär nicht mehr auf die Aufklärung des Falles, sondern darauf, wie Poirot persönlich von dem Geschehen beeinflusst werde. In diesem Zusammenhang wurde auch die von Drehbuchautor Michael Green geschriebene Eröffnungsszene mit einer neuerfundenen Hintergrundgeschichte für Hercule Poirot gelobt, da sie dem belgischen Detektiv Sentimentalität und ein feines Gespür für Zwischenmenschlichkeit hinzufüge, wobei besagte Szene teilweise als atmosphärischer und tiefgründiger als der gesamte restliche Film beschrieben wurde. In Bezug auf Abänderungen bei den Nebenfiguren kam es zu konträren Meinungen. Von einigen Kritikern wurde positiv hervorgehoben, dass Regisseur Kenneth Branagh durch die Streichung einiger Charaktere den verbliebenen Figuren mehr Entwicklungsraum – vor allem auf romantischer Ebene – gebe, wodurch Liebe zu einem zentralen Motiv des Filmes werde und den zentralen Konflikt weiter befeuere. Hierbei wurden insbesondere die von Sophie Okonedo „bis zum Anschlag“ gespielte Salome Otterbourne und die von Emma Mackey verkörperte Femme fatale Jacqueline de Bellefort hervorgehoben. Andere Kritiker äußerten sich hingegen dahingehend, dass die Nebenfiguren blass bleiben und im Unterschied zur Romanvorlage keinerlei Spannung vor der eigentlichen Tat erzeugen würden. Im Vergleich zur Verfilmung aus dem Jahr 1978 wurde Tod auf dem Nil zwar als insgesamt gelungenes Remake beschrieben, dem allerdings der Spaß, die Schauwerte der Originaldrehorte und der Kultfaktor in Form von Peter Ustinov fehlen würden.
Daneben musste sich Tod auf dem Nil auch Vergleichen mit dem Vorgängerfilm Mord im Orient Express und anderen Whodunits wie Knives Out – Mord ist Familiensache stellen. Übereinstimmend wurde der Film als altmodischer, zeitloser und traditioneller Kriminalfilm mit vielen Verdächtigen beschrieben, der allerdings eine für das Genre eher untypische, sentimentale Komponente besitze. Regisseur Branagh übernehme dabei vom Vorgängerfilm die funktionierenden Aspekte und stutze wie schon bei Mord im Orient Express die Ermittlungen zusammen, wodurch der Fokus vor allem auf emotionalen Momenten des weniger starbesetzten, dafür aber deutlich mehr eingebundenen Casts liege. Viele Kritiker beschrieben Tod auf dem Nil daher als mitreißender, wärmer, raffinierter und listiger als den Vorgänger, auch wenn der atmosphärische Charakter des Schiffes im Vergleich zum Zug aus dem ersten Teil teilweise unterschiedlich bewertet wurde. Außerdem könne der Film Witz, Aufregung und traditionellen Krimi nicht so gut wie etwa Knives Out vermischen und wirke daher etwas überholt, was allerdings verkraftbar sei, da er mühelos die Lücke zwischen altmodischer Unterhaltung und modernem Verlangen fülle.
In den deutschen Medien wurde der Film überwiegend durchschnittlich bis positiv aufgenommen. Susan Vahabzadeh von der Süddeutschen Zeitung bezeichnet Tod auf dem Nil als solides, opulentes „Ausstattungsfeuerwerk“. Auch Maria Wiesner von der Frankfurter Allgemeinen Zeitung lobt die Kostüme sowie das Setdesign und gibt an, dass das Starensemble Regisseur Branaghs Liebe zum Theater immer wieder durchscheinen lasse. Auf Zeit Online wird der Film als „überbordendes, bombastisches Kinospektakel in einem glamourösen Fantasie-Ägypten“ beschrieben, das vor allem vom liebevoll gespielten Hercule Poirot getragen werde. In der Rheinischen Post führt Philipp Holstein dazu aus, der Zuschauer könne förmlich die Zahnräder in Poirots Kopf arbeiten sehen. Nach anfänglicher Exposition gehe es Schlag auf Schlag, wobei die Kamera stets nahe am Geschehen bleibe, weshalb Tod auf dem Nil insgesamt großartig inszeniert sei. Auch Martin Schwickert von der Stuttgarter Zeitung hebt die Vorteile des Breitbildformates in Form von „brillante[n] Totalen und komplette[n] Ensembleaufstellungen“ hervor, wobei sich die einzelnen Sets mittels Digitaltechnik nahtlos ineinander fügen würden, allerdings weder die Hitze noch das schwüle Flussklima spürbar seien. Zu einem deutlich kritischeren Urteil gelangte Sidney Schering von Filmstarts, der sich hingegen an der überbelichteten Ästhetik und den teilweise schlechten Computeranimationen störte. Daneben haste der Film für ihn durch die Verhöre durch, wodurch viele Nebenfiguren kaum Profil hätten; einzig Kenneth Branagh spiele die verborgenen und sensiblen Facetten von Hercule Poirot überzeugend. Als Fazit zieht Schering, halb als Poirot-Charakterskizze und halb als Tätersuche konzipiert sei Tod auf dem Nil ein durchschnittlicher Kriminalfilm mit Ambitionen, die er allerdings nicht konsequent genug verfolge.
In seiner Kritik für den Rolling Stone zieht David Fear ein negatives Fazit und urteilt, der Versuch von Branagh, ein Agatha-Christie-Filmuniversum zu erschaffen, misslinge. Zwar sei Tod auf dem Nil ein prachtvoller Rückblick auf eine alte Zeit mit gutem Setdesign und einer besseren Tonalität als beim Vorgängerfilm, doch Armie Hammer wäre „der Elefant im Raum“. Vor allem seine Darstellung des verführerischen Simon Doyle sei nach den Missbrauchsvorwürfen gegen ihn unangenehm anzusehen und würde ein schlechtes Licht auf den gesamten Film werfen. Auch Clarisse Loughrey von The Independent kommt zu dem Schluss, dass der Film Opfer seiner eigenen Produktionsgeschichte samt Hammer-Skandal und zahlreichen Verschiebungen sei. Nach außen glänzte Tod auf dem Nil mit seiner Optik, sei innen aber genauso hohl wie die Romanvorlage. Dabei lehne sich Branaghs Filmadaption an die „kolonialistische Phantasie“ des Buches an und bediene ägyptische Stereotype. Auch die zweifelhafte Moral, Reichtum sei eine Bürde und bringe vor allem Nachteile mit sich, werde im Film vertreten.
Nicolas Rapold von der New York Times macht als größten Fehler von Tod auf dem Nil aus, der Film vergesse die Intrigen und den Spaß bis zur endgültigen Auflösung. Die meisten Nebenfiguren blieben blass – so werde beispielsweise eine Annette Bening kaum beansprucht, und auch Branaghs Hercule Poirot fehle es an Persönlichkeit. Peter Bradshaw vom Guardian urteilt in eine ähnliche Richtung und führt aus, sowohl das Comedy-Duo Jennifer Saunders und Dawn French als auch Komiker Russell Brand seien erstaunlich humor- und ausdruckslos. Dem Film fehle es an Höhepunkten, und auch der Versuch einer Romantisierung der Geschichte sei nur wenig überzeugend.

### Einspielergebnis
Am Startwochenende konnte Tod auf dem Nil rund 12,8 Millionen US-Dollar in den US-amerikanischen Kinos erwirtschaften und damit die Spitzenposition der US-Kinocharts belegen. Dem Budget von rund 90 Millionen US-Dollar stehen weltweite Einnahmen aus Kinovorführungen in Höhe von rund 137,3 Millionen US-Dollar gegenüber, von denen der Film allein 45,6 Millionen im nordamerikanischen Raum einspielen konnte. In Deutschland verzeichnete Tod auf dem Nil insgesamt 526.119 Kinobesucher.

### Auszeichnungen
Irish Film & Television Awards 2023
- Nominierung für den Besten Schnitt (Úna Ní Dhonghaíle)[59]

People’s Choice Awards 2022
- Nominierung als Bestes Filmdrama
- Nominierung als Beste Schauspielerin (Gal Gadot)
- Nominierung als Beste Schauspielerin in einem Filmdrama (Gal Gadot)[60]

Saturn-Award-Verleihung 2022
- Nominierung als Bester Action- oder Abenteuerfilm

VES Awards 2023
- Nominierung für die Besten unterstützenden visuellen Effekte in einem fotorealistischen Spielfilm[61]

## Fortsetzung
Bereits kurz nach der Veröffentlichung von Mord im Orient Express bekundete Regisseur Kenneth Branagh sein Interesse, auch über Tod auf dem Nil hinaus weitere Romane, Kurzgeschichten und Theaterstücke von Autorin Agatha Christie zu adaptieren und so ein eigenes Filmuniversum zu erschaffen. Daraufhin kamen erste Berichte über Arbeiten an einem dritten Hercule-Poirot-Film im Oktober 2020 auf. Nach der Veröffentlichung von Tod auf dem Nil gab 20th-Century-Studios-Präsident Steve Asbell im März 2022 an, dass Autor Michael Green bereits ein Drehbuch basierend auf einem der weniger bekannten Romane von Christie fertiggestellt habe. Branagh werde beim im Nachkriegs-Venedig spielenden Film erneut Regie führen; die Fortsetzung weise im Vergleich zu den beiden Vorgängerfilmen allerdings einen Genre- und Tonwechsel vor. Im Oktober 2022 wurde Die-Schneewittchen-Party-Adaption A Haunting in Venice für den 15. September 2023 angekündigt. Der Besetzung schlossen sich gleichzeitig Kyle Allen, Camille Cottin, Jamie Dornan, Tina Fey, Jude Hill, Ali Khan, Emma Laird, Kelly Reilly, Riccardo Scamarcio und Michelle Yeoh an.